# Харлан, Джон Маршалл
Джон Маршалл Харлан — американский юрист и политик, член Верховного суда США. Единственный из девяти судей выступил с особым мнением по делу Плесси против Фергюсона, которое узаконило сегрегацию на территории США.

## Биография
Родился в богатой рабовладельческой семье. Его отец занимался правом и политикой. После окончания школы во Франкфорте Харлан поступил в Центральный колледж, который окончил с отличием. В колледже был принят в общество Бета Тета Пи. Под влиянием отца выбрал профессию юриста и в 1852 году присоединился к отцовской практике. Вместо того, чтобы учить сына непосредственно на рабочем месте, отец послал Харлана учиться в университет.
Как и отец, он принадлежал к партии вигов. В 1851 году он получил место адъютанта при губернаторе. Должность адъютанта, которую он занимал 8 лет, позволила ему завести связи среди влиятельных людей. После распада партии вигов в начале 1850-х, он примкнул к Американской партии, хотя и не одобрял их неприятие католицизма. Личная популярность позволила ему в конце 1850 победить на выборах на должность судьи округа Франклин.
На президентских выборах 1860 года Харан поддержал кандидата от Конституционного союза. Пытался препятствовать выходу Кентукки из состава США. Во время гражданской войны командовал пехотным полком. После смерти отца в феврале 1863 подал в отставку.
После ухода из армии был номинирован на пост генерального прокурора штата Кентукки и победил на выборах с большим отрывом, но при этом он не оставил занятий политикой. В 1867 году проиграл перевыборы и присоединился к Республиканской партии. 